# Jonas Svensson (tennisser)
Jonas Svensson (Göteborg, 21 oktober 1966) is een voormalig professioneel tennisser uit Zweden. Hij won vijf ATP Tour-titels in het enkelspel gedurende zijn carrière. Svensson wist tweemaal de halve finale te bereiken van Roland Garros: 1988 en 1990.

## Erelijst

### Enkelspel
| Nr.              | Datum             | Toernooi               | Ondergrond    | Tegenstander in finale | Score                   | Details |
| ---------------- | ----------------- | ---------------------- | ------------- | ---------------------- | ----------------------- | ------- |
| Gewonnen finales |                   |                        |               |                        |                         |         |
| 1.               | 31 maart 1986     | Keulen                 | Hardcourt (i) | Stefan Eriksson        | 6-7, 6-2, 6-2           | Details |
| 2.               | 19 oktober 1987   | Wenen                  | Hardcourt (i) | Amos Mansdorf          | 1-6, 1-6, 6-2, 6-3, 7-5 | Details |
| 3.               | 22 februari 1988  | Metz                   | Tapijt (i)    | Michiel Schapers       | 6-2, 6-4                | Details |
| 4.               | 1 oktober 1990    | ATP Toulouse           | Hardcourt     | Fabrice Santoro        | 7-6(5), 6-2             | Details |
| 5.               | 4 maart 1991      | ATP Kopenhagen         | Tapijt (i)    | Anders Järryd          | 6-7(5), 6-2, 6-2        | Details |
| Verloren finales |                   |                        |               |                        |                         |         |
| 1.               | 8 september 1986  | ATP Stuttgart          | Gravel        | Martín Jaite           | 5-7, 2-6                | Details |
| 2.               | 10 november 1986  | ATP Wembley            | Tapijt (i)    | Yannick Noah           | 2-6, 3-6, 7-6, 6-4, 5-7 | Details |
| 3.               | 2 november 1987   | ATP Stockholm          | Hardcourt (i) | Stefan Edberg          | 5-7, 2-6, 6-4, 4-6      | Details |
| 4.               | 2 mei 1988        | ATP München            | Gravel        | Guillermo Pérez Roldán | 5-7, 3-6                | Details |
| 5.               | 7 november 1988   | ATP Wembley            | Tapijt (i)    | Jakob Hlasek           | 7-6, 6-3, 4-6, 0-6, 5-7 | Details |
| 6.               | 26 februari 1990  | ATP Rotterdam          | Tapijt (i)    | Brad Gilbert           | 1-6, 3-6                | Details |
| 7.               | 18 februari 1991  | ATP Stuttgart (indoor) | Tapijt (i)    | Stefan Edberg          | 2-6, 6-3, 5-7, 2-6      | Details |
| 8.               | 8 maart 1993      | ATP Zaragoza           | Tapijt (i)    | Karel Nováček          | 6-3, 2-6, 1-6           | Details |
| 9.               | 27 september 1993 | ATP Kuala Lumpur       | Hardcourt (i) | Michael Chang          | 0-6, 4-6                | Details |

## Prestatietabel
| Legenda | Legenda                          |
| ------- | -------------------------------- |
| g.t.    | geen toernooi gehouden           |
| l.c.    | lagere categorie                 |
| –       | niet deelgenomen                 |
| G       | uitgeschakeld in de groepsfase   |
| 1R      | uitgeschakeld in de eerste ronde |
| 2R      | uitgeschakeld in de tweede ronde |
| 3R      | uitgeschakeld in de derde ronde  |
| 4R      | uitgeschakeld in de vierde ronde |
| KF      | uitgeschakeld in de kwartfinale  |
| HF      | uitgeschakeld in de halve finale |
| F       | de finale verloren               |
| W       | het toernooi gewonnen            |
| w-v     | winst/verlies-balans             |

### Prestatietabel grand slam, enkelspel
| Toernooi        | 1985 | 1986 | 1987 | 1988 | 1989 | 1990 | 1991 | 1992 | 1993 | 1994 |
| --------------- | ---- | ---- | ---- | ---- | ---- | ---- | ---- | ---- | ---- | ---- |
| Australian Open | 1R   | –    | –    | 4R   | KF   | 4R   | 3R   | 2R   | 2R   | 3R   |
| Roland Garros   | –    | 1R   | 2R   | HF   | 2R   | HF   | –    | 1R   | 3R   | –    |
| Wimbledon       | –    | 2R   | 3R   | 3R   | 3R   | 3R   | –    | –    | 1R   | –    |
| US Open         | –    | 3R   | 4R   | 2R   | 1R   | 2R   | 2R   | 3R   | 2R   | 1R   |